# خوسيه مانويل بيسودو
خوسيه مانويل بيسودو سولير (11 يونيو 1936 – 5 ديسمبر 2003)، كان حارس مرمى ومدرب إسباني لكرة القدم.
مسيرته الاحترافية التي استمرت 17 عامًا ، والتي ظهر فيها في 216 مباراة بالدوري الإسباني، كانت مرتبطة بشكل أساسي بفالنسيا وبرشلونة.

## مهنة النادي
ولد بيسودو في الماسورا بمقاطعة كاستيلون، ووصل إلى فالنسيا في عام 1955 وهو في التاسعة عشرة من عمره، وواصل اللعب مع فريق الاحتياط ونادي أليكانتي المجاور قبل العودة. بعد أن لعب 53 مباراة من أصل 63 مباراة في الدوري الإسباني في الموسمين الأخيرين، وقع مع نادي برشلونة، وفاز بلقبين مع الكاتالونيين، وإنجاز فردي واحدز
خلال معظم فترة الخمس سنوات التي قضاها، قاتل بيسودو من أجل الحصول على مركز الاختيار الأول في برشلونة مع خريج الشباب سلفادور سادورني، لكنه اضطر في النهاية إلى المغادرة في عام 1966، وعاد إلى فالنسيا وساعدهم في كأس الملك في أول سنة له. كان أيضًا جزءًا من الفريق الذي فاز بالدوري عام 1971، لكنه لم يظهر في أي مباراة على الإطلاق خلال الموسم.
بعد عامين آخرين في دوري الدرجة الأولى، مع تعرض ريال بيتيس للهبوط في الدرجة الثانية، أنهى بيسودو مسيرته في 38 من عمره بعد موسم واحد مع خيمناستيك طركونة، في الدرجة الثانية. من 1976 إلى 1991 عمل كمدرب، حصريًا في منطقته الأصلية وفي كرة القدم للهواة (كان مسؤولًا عن فياريال لموسم واحد في الثمانينيات، عندما كان في الدرجة الثالثة).

## الوفاة
في 5 ديسمبر 2003، توفي بيسودو في فالنسيا بسبب نوبة قلبية. كان يبلغ من العمر 67 عامًا.

## الإنجازات

### الأندية
برشلونة
- كأس الملك : 1962–63
- كأس المعارض : 1965-66

فالنسيا
- كأس الملك : 1966–67

### الإنجازات الشخصية
- كأس زامورا : 1965–66